# Arsentsumebita
La arsentsumebita es un mineral de la clase de los arseniatos, un arseniato de cobre y plomo con iones sulfato e hidroxilo, perteneciente al grupo de la brackebuschita. Fue descrito en 1966 a partir de ejemplares procedentes de la mina de Tsumeb (Namibia). El nombre procede del de la tsumebita, modificado por arsen, para indicar que es el análogo con arsénico. Este nombre se lo puso Louis Vésignié, que estudio ejemplares procedentes de Tsumeb, determinando parcialmente su composición y presentándolos a la Sociedad Francesa de Mineralogía en 1935, pero sin completar el estudio ni publicar formalmente sus resultados.

## Propiedades físicas y químicas
La arsentsumebita es el análogo de arsénico de la tsumebita, que es el equivalente con fosfato. Aparece como agregados de microcristales de distintos tonos de verde, entre verde claro y verde esmeralda , cambiando en el mismo ejemplar debido al pleocroismo. En ocasiones contiene una pequeña cantidad de fosfato.

## Yacimientos
La arsentsumebita es un mineral raro, conocido actualmente en unas pocas decenas de localidades.  Aparece asociada a otros minerales secundarios de cobre y plomo, como malaquita, mimetita (a la que pseudomorfiza con frecuencia), bayldonita y osarizawaíta. Los mejores ejemplares se han encontrado en la localidad tipo, la mina de Tsumeb. También aparecen ejemplares notables en la mina de La Verriere, Les Ardillats, Ródano (Francia). En España se ha encontrado en la mina La Estrella, en Pardos (Guadalajara) y en el Barranco Jaroso, Cuevas del Almanzora (Almería).